# Приключения Бена Ганна
«Приключения Бена Ганна» (англ. The Adventures of Ben Gunn) — приключенческий роман британского писателя Р. Ф. Делдерфилда, написанный в 1956. Это приквел к «Острову сокровищ» Роберта Льюиса Стивенсона.
В 1958 году по нему был снят одноимённый сериал BBC с Питером Уингардом и Рупертом Дэвисом в главных ролях.